# Chris Caffery
Chris Caffery (Suffern, New York, 1967. szeptember 9. –) amerikai gitáros, aki a Savatage tagjaként vált ismertté. Emellett játszott Jon Oliva Doctor Butcher projektjében, a német Metalium zenekarban, de tagja a Savatage-tagok által létrehozott Trans-Siberian Orchestra formációnak is. Számos vendégszereplés mellett 2004 óta szólólemezeket is megjelentet.

## Pályafutás
9 évesen kezdett el gitározni, már ekkor nagyon szeretett zenét hallgatni. Amikor az óvodában a jövőről kellett beszélni, egy The Beatles lemezt vitt be, hogy a gombafejűekről lelkendezzen a többieknek.
Gitártanárra nem volt pénze, ezért egy ideig dobolni tanult, de 11 éves korában rábeszélte az anyját, hogy szerezzen neki egy gitártanárt. Egy évig járt a tanárához, ezután magától gyakorolt. Ekkoriban a Black Sabbath, a Rush, a KISS, a Judas Priest, az Iron Maiden, a Scorpions volt rá nagy hatással, míg a gitárosok közül Tony Iommi, Ted Nugent, Rik Emmett, Ace Frehley, Randy Rhoads, Michael Schenker, Dave Murray, Adrian Smith, Glenn Tipton és K. K. Downing nevét említi.
Első zenekara a Blitzkrieg nevet viselte, mellyel kisebb klubokban léptek fel. Ezt követte az Anti, melyet testvérével alapított. Az együttesben Blaze énekelt és Darryl Sage basszusgitározott, aki Caffery egyik legjobb barátja a mai napig. A zenekarral olyan együttesek előtt léphettek fel, mint a Mountain, a Metallica, az Overkill, a Steppenwolf vagy a Blackfoot.
Caffery 16 éves korában vált hivatásos zenésszé. Napközben gitároktatással foglalkozott, este pedig az együttesével zenélt.
Első demóját 14 évesen vette fel, a másodikat 17 éves korában.
Ezt követően találkozott egy Heaven néven futó ausztrál heavy metal zenekarral. A Heaven énekese, Alan Fryer hívta az együttesbe Cafferyt, aki hozta magával testvérét, a dobos Phil Cafferyt
is. A zenekart Paul O’Neill menedzselte, aki ekkoriban már ismert névnek számított a szakmában. A Heaven számára azonban az áttörés elmaradt, így Paul O'Neill felhívta a Savatage figyelmét Caffery személyére. Az 1987-ben megjelent Hall of the Mountain King album turnéján így Caffery volt a másodgitáros Criss Oliva mellett.
A következő Gutter Ballet című albumon már Caffery is szerepelt, habár a dalszerzésből nem vette ki a részét. Ezt követően azonban elhagyta az együttest.
Új zenekara a Witchdoctor nevet vette fel, melyben testvére, Phil mellett Hal Patino (King Diamond) basszusgitározott, de a zenekar tagja volt a későbbi Trans-Siberian Orchestra-billentyűs Doug Kistner is. Az együttes koncertezett Európa-szerte, de zenei nézeteltérések miatt feloszlott a formáció.
Caffery ekkor ismét a Savatage tagja szeretett volna lenni, de Jon Oliva éppen ekkor lépett ki a zenekarból. Caffery megkereste Jon Olivát, majd 10 üveg Jack Daniel’s elfogyasztása után Oliva bevette újonnan létrehozott Doctor Butcher projektjébe.
A Doctor Butcher egyetlen albumot adott ki 1994-ben, majd Criss Oliva ismét megkereste Cafferyt, hogy legyen a Savatage tagja. Ő azonban inkább a Doctor Butcher mellett döntött. A formáció azonban hamarosan feloszlott, Caffery pedig Ray Gillen énekessel kezdett el dolgozni egy projekten. Az együttműködésből végül semmi nem lett Gillen 1993 decemberében bekövetkezett halála miatt. Néhány hónappal később egy autóbaleset következtében elhunyt a Savatage gitárosa, Criss Oliva is.
Caffery figyelme ezt követően ismét a Savatage felé összpontosult, azonban a Handful of Rain lemezre Alex Skolnickot szerződtette a zenekar.
Skolnick azonban 1995-ben távozott, így Caffery átvehette Skolnick megüresedett helyét. Kiadói javaslatra Al Pitrelli lett az együttes másik gitárosa. Velük készült el az 1995-ös Dead Winter Dead és az 1998-as The Wake of Magellan.
Közben Caffery olyan előadókkal dolgozott együtt, mint Joe Lynn Turner vagy TM Stevens. 1999-ben szerepelt a német Metalium debütalbumán, valamint részt vett Iron Maiden, Accept, és Guns N’ Roses tribute lemezeken is. Emellett tagja a 90-es évek közepén létrehozott Trans-Siberian Orchestra zenekarnak is, melyet a Savatage zenészei hoztak létre.
2000-ben Al Pitrelli csatlakozott a Megadethhez, így a 2001-es Poets and Madmen lemez gitártémáinak javát Caffery egyedül játszotta fel. Az albumot népszerűsítő turnén Jack Frost pótolta Pitrellit.
Caffery a 2000-es évek első felében vendégeskedett Doro és a Circle II Circle számára, de kisegített Jon Oliva Jon Oliva's Pain névre keresztelt zenekarában is. 2005-ben kiadta első szólólemezét Faces címmel, melyet két EP előzött meg. A folytatásra nem kellett sokat várni, a W.A.R.P.E.D. már 2005-ben felkerült a lemezboltok polcaira. Ezeken kívül Caffery még két szólólemezt adott ki, a 2007-es Pins and Needles és a 2009-es House of Insanity címűeket, melyek csak elvétve részesültek pozitív kritikákban. Ezen albumokon Caffery az éneklési teendőket is magára vállalta a gitározás mellett. Legutóbb a Trans-Siberian Orchestra keretein belül jelentkezett lemezzel (Night Castle-2009), de szerepelt Tim "Ripper" Owens Play My Game lemezén is.
Gitárjai között ugyanúgy megtalálhatóak Gibson Les Paul modellek, mint Dean, ESP gitárok, de Fender Stratocasterrel is lépett már színpadra.

## Diszkográfia

### Savatage
- 1987 – Hall of the Mountain King (csak turnén)
- 1989 – Gutter Ballet
- 1995 – Dead Winter Dead
- 1998 – The Wake of Magellan
- 2001 – Poets and Madmen

### Doctor Butcher
- 1994 – Doctor Butcher
- 2005 – Doctor Butcher (újrakiadás)

### Trans-Siberian Orchestra
- 1996 – Christmas Eve and Other Stories
- 1998 – The Christmas Attic
- 2000 – Beethoven's Last Night
- 2004 – The Lost Christmas Eve
- 2009 – Night Castle
- 2015 – Letters From the Labyrinth

### Metalium
- 1999 – Millennium Metal

### Szólólemezek
- 2004 – The Mold (EP)
- 2004 – Music Man (EP)
- 2005. január – Faces
- 2005. június – W.A.R.P.E.D.
- 2007 – Pins and Needles
- 2009 – House of Insanity
- 2015 – Your Heaven Is Real
- 2018 – The Jester's Court

### Vendégszereplések
- 2002 – Doro – FightFight ( a Salvaje és a Descent c. dalokban)
- 2003 – Circle II Circle – Watching in Silence (az Out of Reach, a Sea of White, és a Face to Face dalokban)
- 2006 – Eidolon – The Parallel Otherworld (gitárszóló a The Eternal Call c. dalban)
- 2008 – KISS MY ANKH: A Tribute To Vinnie Vincent – KISS tribute lemez
- 2009 – Tim „Ripper” Owens' Play My Game